# Survivor Series (1989)
Survivor Series (1989) — третье в истории PPV-шоу Survivor Series, производства американского рестлинг-промоушна World Wrestling Federation (WWF). Шоу прошло в 23 ноября 1989 года в «Роузмонт Хорайзон» в пригороде Чикаго Розмонте, Иллинойс, США.
Это было первое шоу Survivor Series, в котором команды носили четкие названия и состояли из четырёх (а не пяти) участников.

## Результаты
| №                          | Результаты | Условия              | Время |
| -------------------------- | --- | -------------------- | ----- |
| 1D                         | Борис Жуков победил Пола Рому | Одиночный матч       | —     |
| 2                          | «Команда мечты» (Дасти Роудс, Брутус Бифкейк, Красный петух и Тито Сантана) победила «Энфорсеров» (Биг Босс Мен, Бэд Ньюс Браун, Рик Мартел и Хонки Тонк Мэн) (с Джимми Хартом и Сликом)   | Матч Survivor Series | 22:02 |
| 3                          | «Королевский двор» (Рэнди Сэвидж, Канадское землетрясение, Дино Браво и Грег Валентайн) (с Джимми Хартом и Королевой Шерри) победил 4x4: (Джим Дагган, Брет Харт, Ронни Гарвин и Геркулес) | Матч Survivor Series | 23:25 |
| 4                          | «Халкаманьяки» (Халк Хоган, Джейк Робертс, Экс и Смэш) победили «Команду на миллион долларов» (Тед Дибиаси, Варлорд, Варвар и Зевс) (с Вирджилом и Мистером Фудзи)                         | Матч Survivor Series | 27:32 |
| 5                          | «Грубый выводок» (Рик Руд, Мистер Совершенство, Жак и Раймонд Ружо) (с Гением и Джимми Хартом) победил «Буйных Родди» (Родди Пайпер, Джимми Снука, Бушвакер Люк и Бушвакер Бутч)           | Матч Survivor Series | 21:27 |
| 6                          | «Последние воины» (Последний воин, Джим Нейдхарт, Шон Майклз и Марти Джаннетти) победили «Семью Хинан» (Бобби Хинан, Андре Гигант, Хаку и Арн Андерсон)                                    | Матч Survivor Series | 20:28 |
| - D – означает тёмный матч | |                      |       |